# 21526 Mirano
21526 Mirano è un asteroide della fascia principale. Scoperto nel 1998, presenta un'orbita caratterizzata da un semiasse maggiore pari a 2,6033624 UA e da un'eccentricità di 0,3401651, inclinata di 15,30436° rispetto all'eclittica.
L'asteroide è dedicato all'astronomo amatoriale italiano Mirano Silvestri.